# Dracophilus dealbatus
Dracophilus dealbatus är en isörtsväxtart som först beskrevs av Nicholas Edward Brown, och fick sitt nu gällande namn av Walg. Dracophilus dealbatus ingår i släktet Dracophilus och familjen isörtsväxter. Inga underarter finns listade i Catalogue of Life.

## Bildgalleri

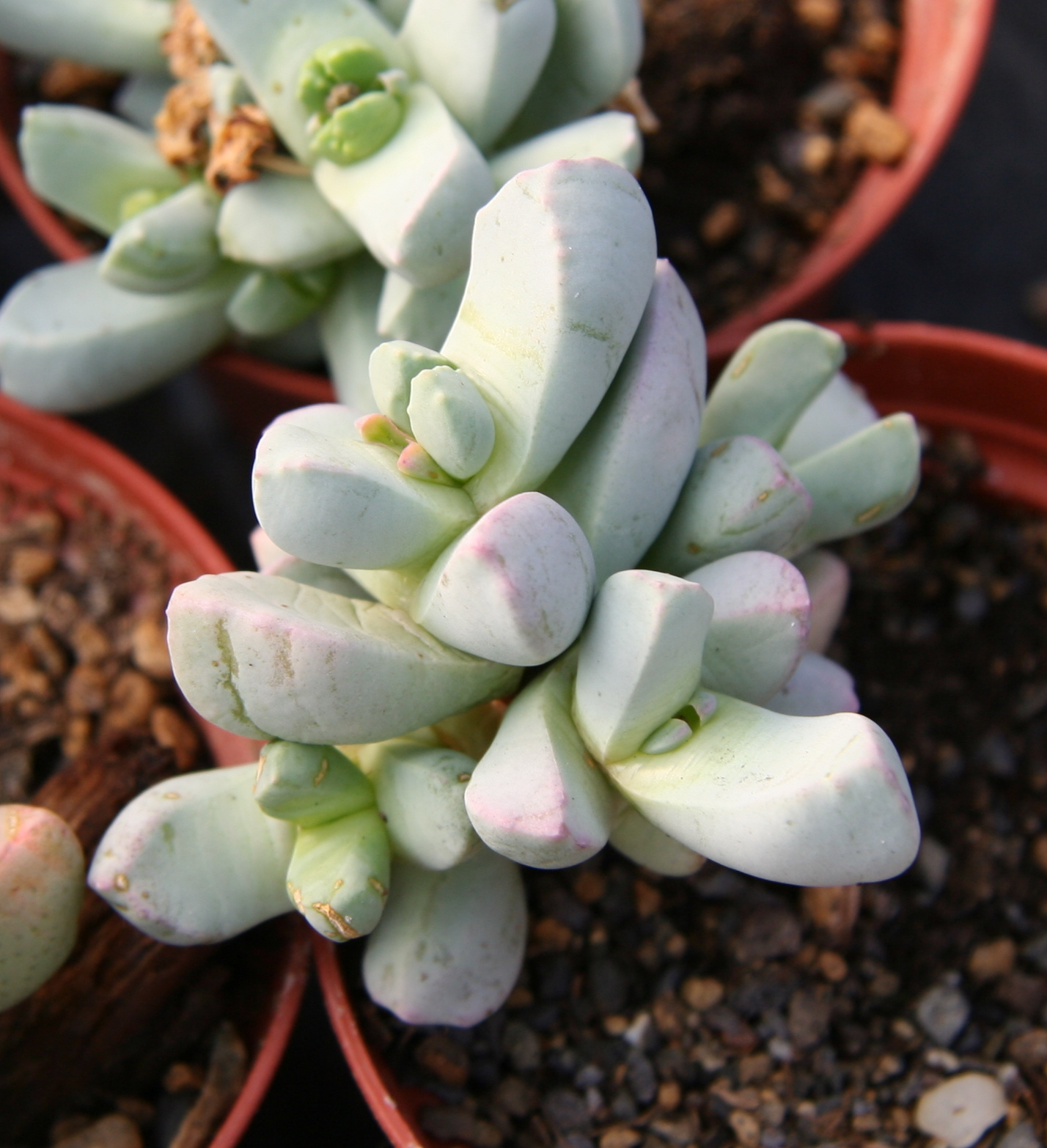